# Rhus dentata
Rhus dentata là một loài thực vật có hoa trong họ Đào lộn hột. Loài này được Thunb. miêu tả khoa học đầu tiên.

## Hình ảnh

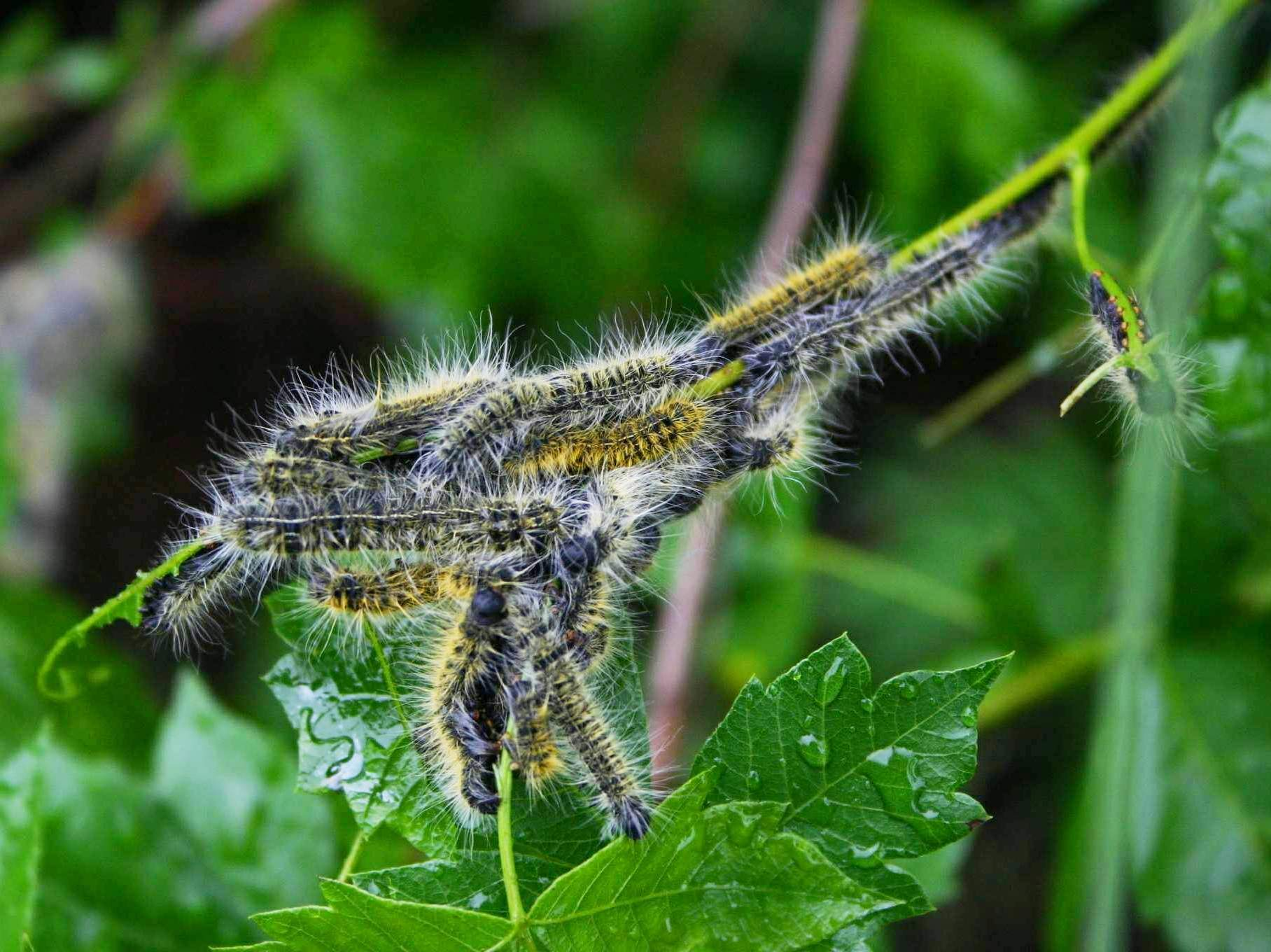
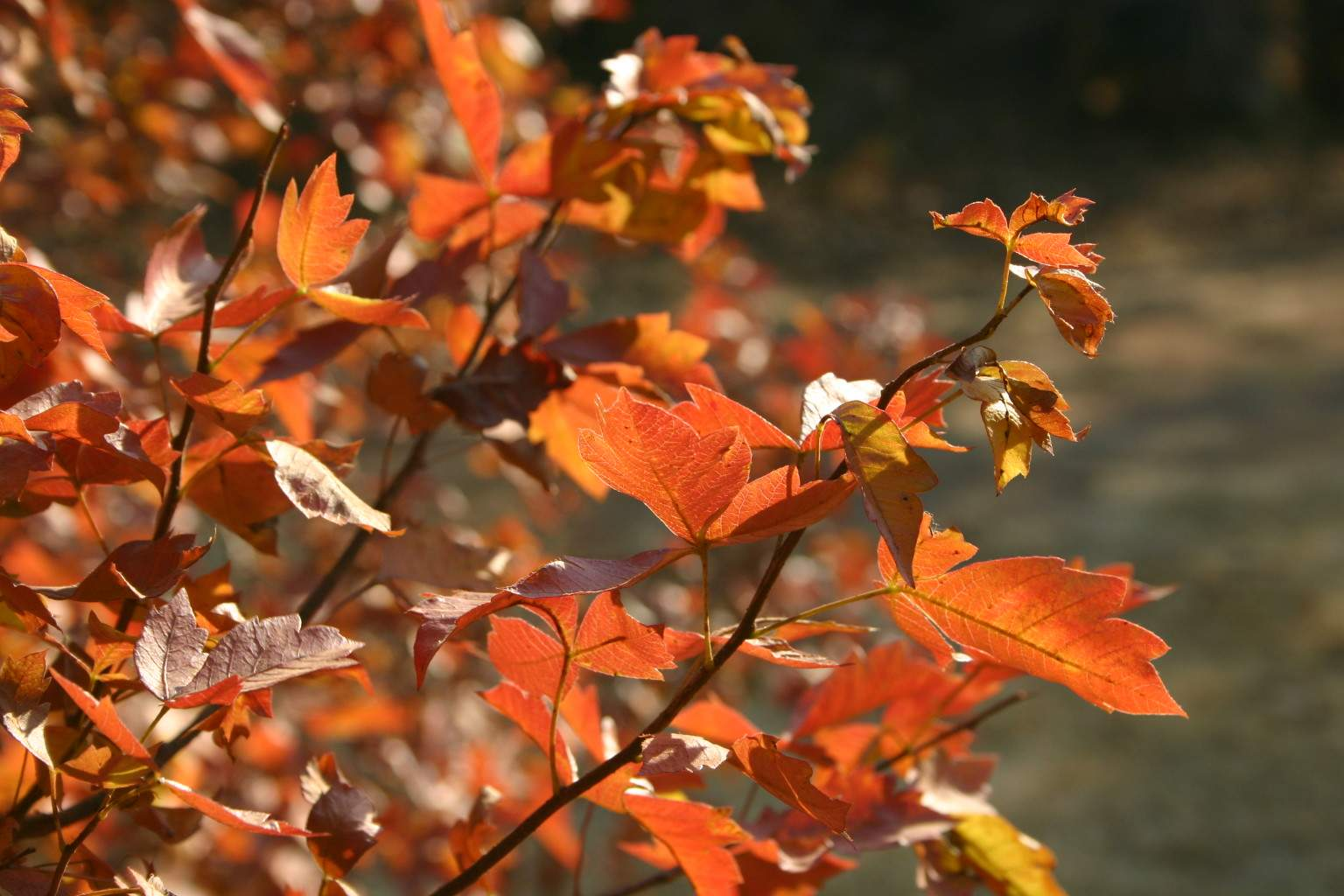
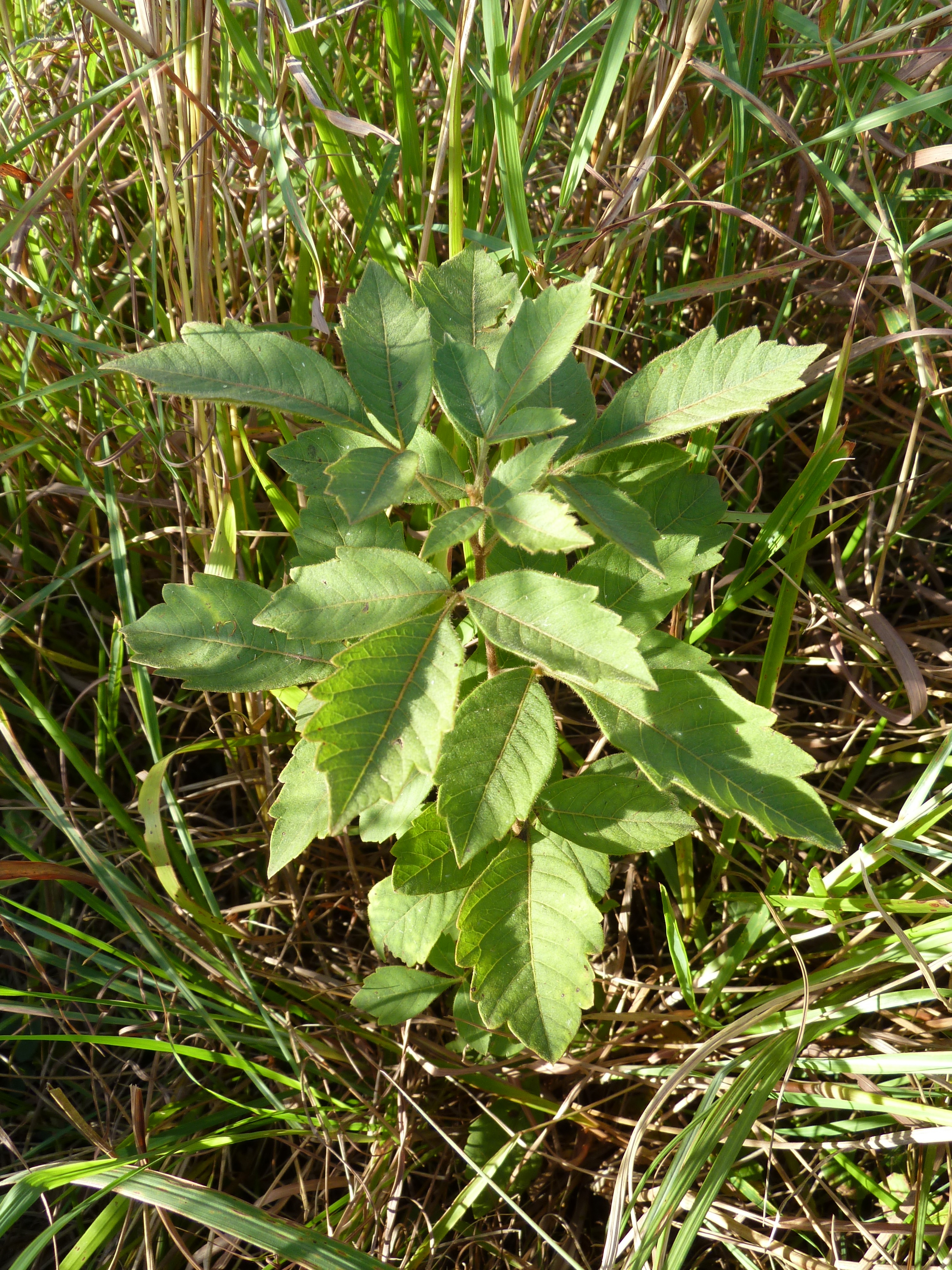
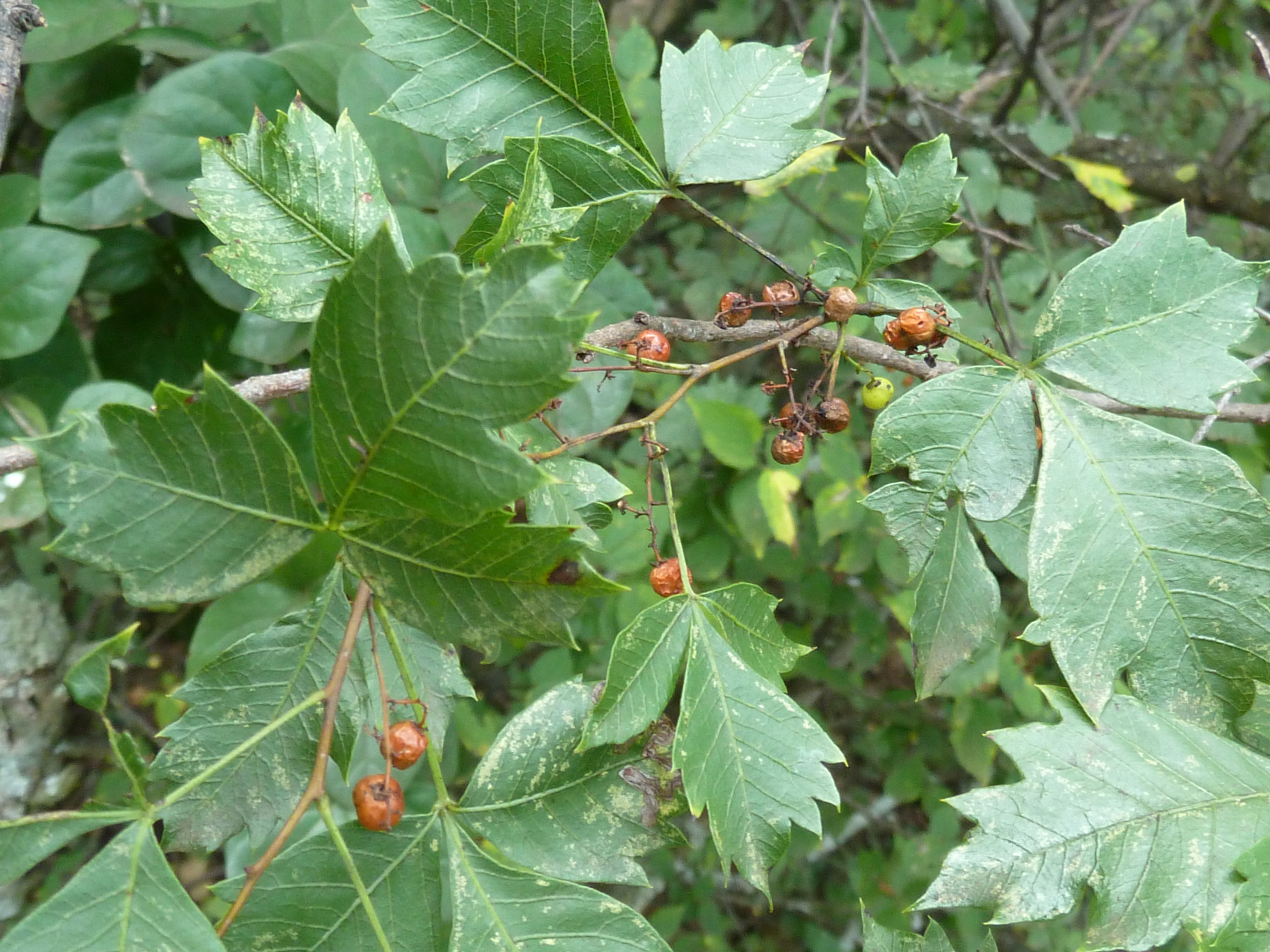